# Rubus erubescens
Rubus erubescens är en rosväxtart som beskrevs av Philipp Wilhelm Wirtgen. Rubus erubescens ingår i släktet rubusar, och familjen rosväxter. Inga underarter finns listade i Catalogue of Life.